# Visor òptic
El visor òptic o visor directe de la càmera fotogràfica està format per dues lents: una convergent (ocular) i l'altra divergent, o per un pentaprisma o pentamirall i una lent convergent (ocular), que permeten al fotògraf veure la imatge i disparar simultàniament (a diferència de les grans càmeres antigues, no s'ha de retirar una placa de vidre esmerilat o una pantalla blanca, sobre la qual s'observava la imatge formada per l'objectiu i col·locar la pel·lícula tractada amb les emulsions fotosensibles en la seva mateixa posició.
A les SLR (és a dir, les càmeres reflex d'únic objectiu), la pantalla d'enfocament fa aquest paper, però no es substitueix per la pel·lícula sinó que es desvia la llum a la pel·lícula, que es troba a igual distància òptica de l'objectiu que la pantalla d'enfocament, a través del mirall mòbil. Com l'ocular de tot instrument òptic, la imatge final donada es forma a l'infinit, de forma que la seva visualització es realitza amb els músculs ciliars relaxats, cosa que evita la fatiga ocular. A les SLR, només cal que la pantalla d'enfocament es trobi al plànol focal ocular (o a la seva conjugada a través del pentaprisma).
Al visor òptic de les càmeres que no són rèflex, que proporcionen una imatge nítida a partir dels dos metres, la imatge que és oferta pel visor no és completament igual a la que després l'objectiu plasmarà al negatiu. Això passa perquè els dos elements de la càmera esmentats estan separats, cosa que provoca una paral·laxi. La imatge visualitzada a les càmeres que no són rèflex, com als visors de marc, no està invertida (com passava a les grans càmeres de placa) i té l'avantatge respecte al visor de marc que les lents permeten mirar amb major nitidesa i detall el camp visual a fotografiar; a més que forma imatge a l'infinit o molt llunyana.
Alguns visors òptics portaven al seu interior unes línies guies que delimitaven l'enquadrament, deixant un mínim marge de seguretat.
El gran inconvenient dels visor òptics és que presenten alguns errors de paral·laxi, els quals es noten més en objectes propers, doncs el visor i l'objectiu no es troben al mateix eix. Un altre inconvenient, menor que el d'abans, és que com la imatge que ofereix el visor no és la de l'objectiu; si s'apliquen filtres no es podrà previsualitzar l'efecte, per a veure'l s'haurà d'esperar fins que es rebel·li la fotografia.
Malgrat aquests inconvenients, el visor directe conta amb un avantatge i és que es pot utilitzar en situacions amb poca llum (les reflexions de les SLR absorbeixen certa quantitat de llum) i, a més, no es queda sense imatge durant el tret fotogràfic (exposició), com passa amb els visors rèflex.

## Llista de referències
1. ↑  «El Visor | t o d o – f o t o g r a f i a» (en castellà). [Consulta: 9 desembre 2018].